# Куліш Пантелеймон Олександрович
Пантелеймо́н Олекса́ндрович Кулі́ш (26 липня (7 серпня) 1819, Вороніж, Глухівський повіт, Чернігівська губернія — 2 (14) лютого 1897, хутір Мотронівка, нині село Оленівка, Ніжинського району Чернігівської області, Україна) — видатний діяч українського національного відродження, письменник, фольклорист, етнограф, мовознавець, перекладач, критик, редактор, видавець, філософ історії. Сприяв розвиткові української літературної мови, науки, філософії, історії. Був діяльним учасником Кирило-Мефодіївського товариства.
Автор «кулішівки» — першої фонетичної абетки української мови, яка лежить в основі сучасного українського правопису та мовлення.
Іван Франко називав Куліша «перворядною зіркою» в українському письменстві, «одним із корифеїв нашої літератури». Відомий найбільше як перекладач Біблії та як автор першого українського історичного роману «Чорна рада». Писав українською та російською мовами.
Член Сербської академії наук та мистецтв (від 1892).
Чоловік Ганни Барвінок (дружбою Куліша був Тарас Шевченко).

## Життєпис

### Дитинство

Родовий герб Кулішів Сліпворон

Народився в містечку Воронежі Глухівського повіту Чернігівської губернії (тепер — Шосткинський район Сумської області). Був дитиною від другого шлюбу дрібного маєткового дворянина Олександра Андрійовича, який походив зі старшинського козацького роду Кулішів гербу Сліповрон, і доньки козацького сотника Івана Гладкого — Катерини:
|                                                      | Отъ дворянина жителя Воронѣжскаго Александра Андреева Сына Кулѣша и жени его Екатерини Иоанновой дочери родился сынъ Пантеліимонъ крещенъ сего іюля 27 го числа приходскимъ священникомъ Ілариономъ Безпалымъ, восприемникъ былъ ему отъ святаго Крещенія дворянинъ Евфимъ Симеоновъ сынъ Шкура |
| — Запис у метричній книзі Трьохсвятительської церкви | |

На хуторі під Воронежем хлопчик змалечку наслухався різних казок, переказів, легенд, особливо народних пісень, які наспівувала йому мати. Була в нього й «духовна мати» — сусідка по хуторах Уляна Терентіївна Мужиловська, що навернула його до книжної мудрості й наполягла на навчанні в Новгород-Сіверській гімназії. Про свої перші свідомі роки життя і навчання Панько Куліш розкаже в повістях «История Ульяны Терентьевны» (1852), «Феклуша» (1856) і «Яков Яковлевич» (1852). Здобувати освіту П. Кулішу було нелегко, навіть маючи неабиякий хист до літератури та малювання, бо і училище, і гімназія були зросійщеними, і він, як сам пізніше згадував, мав «доволі мороки, поки почав розмовляти так, як пишуть у книжках». Першим його літературним твором була оповідка «Циган», яку він витворив із почутої від матері народної казки.

### Навчання

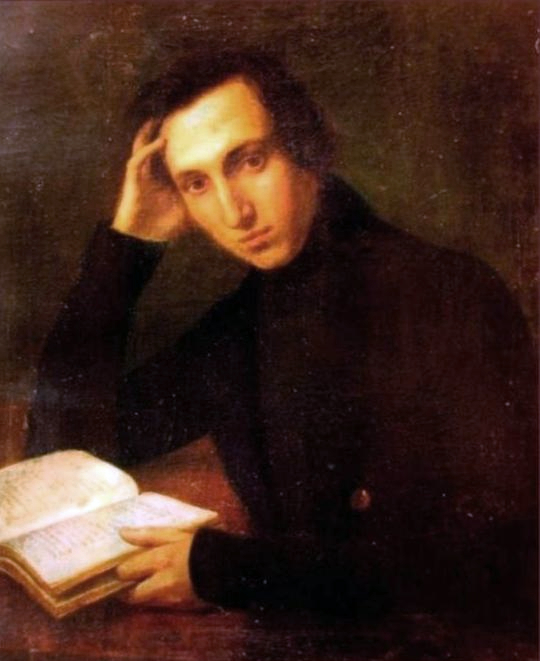
Портрет Пантелеймона Куліша, бл. 1842 р.

Пантелеймон навчався спочатку в місцевого дяка Андрія, пізніше у школі при церкві Св. Миколая, а згодом у Новгород-Сіверському повітовому училищі та Новгород-Сіверській гімназії.
З кінця 1830-х років Куліш — слухач лекцій у Київському університеті. П. Куліш особисто познайомився і заприятелював з М. Максимовичем. Професор заохочував здібного студента до літератури, до збирання та дослідження фольклору. Мрія навчатися в університеті, що її плекав юнак із 1834 року, коли зробив першу невдалу спробу вступити до цього навчального закладу, обірвалася 1841 року. Куліш не мав документального свідоцтва про дворянське походження, хоча його батько й був із козацько-старшинського роду, а отже — й права навчатися в університеті. Кілька років слухання лекцій на словесному, а згодом на правничому факультеті виявилися визначальними для його подальшої долі.
Куліш написав у той час «малоросійські оповідання» російською мовою — «О том, от чего в местечке Воронеже высох Пешевцов став» і «О том, что случилось с козаком Бурдюгом на Зеленой неделе», а також повість із народних переказів «Огненный змей».

### 1840-ві

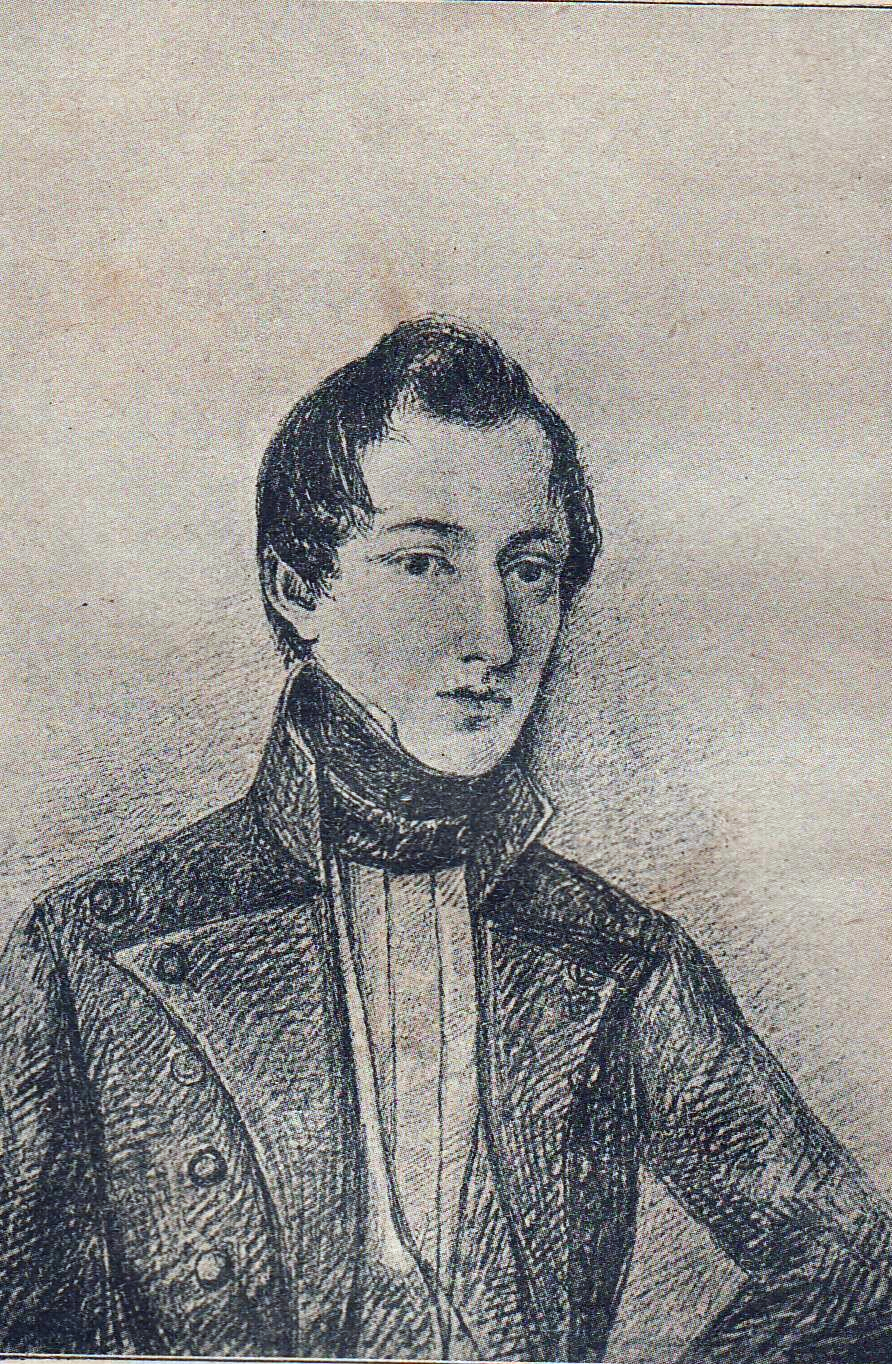
Пантелеймон Куліш. Автопортрет, 1845 р.

Молодий письменник завдяки протекції інспектора шкіл Михайла Юзефовича дістав посаду викладача в Луцькому дворянському училищі. Тоді він пише російською мовою історичний роман «Михайло Чарнишенко», віршовану історичну хроніку «Україна» й оповідання-ідилію «Орися». Неодноразово (1843, 1844, 1856) перебував на тривалій гостині та творчому пленері в маєтку Міхала Грабовського. Згодом працював у Києві, Рівному, а коли журнал «Современник» почав друкувати 1845 року перші розділи його славетного роману «Чорна рада», ректор Петербурзького університету П. Плетньов (він і редактор «Современника») запросив його до столиці Російської імперії на посаду старшого вчителя гімназії та лектора російської мови для чужоземних слухачів університету.
Через два роки Петербурзька Академія наук за рекомендацією відрядила Куліша в Західну Європу вивчати слов'янські мови, історію, культуру та мистецтво, куди він вирушив зі своєю вісімнадцятирічною дружиною Олександрою Білозерською, з якою побралися 22 січня 1847 р. Боярином на весіллі був співучий, дотепний, веселий друг Пантелеймона — Тарас Шевченко.

### Арешт, ув'язнення й заслання

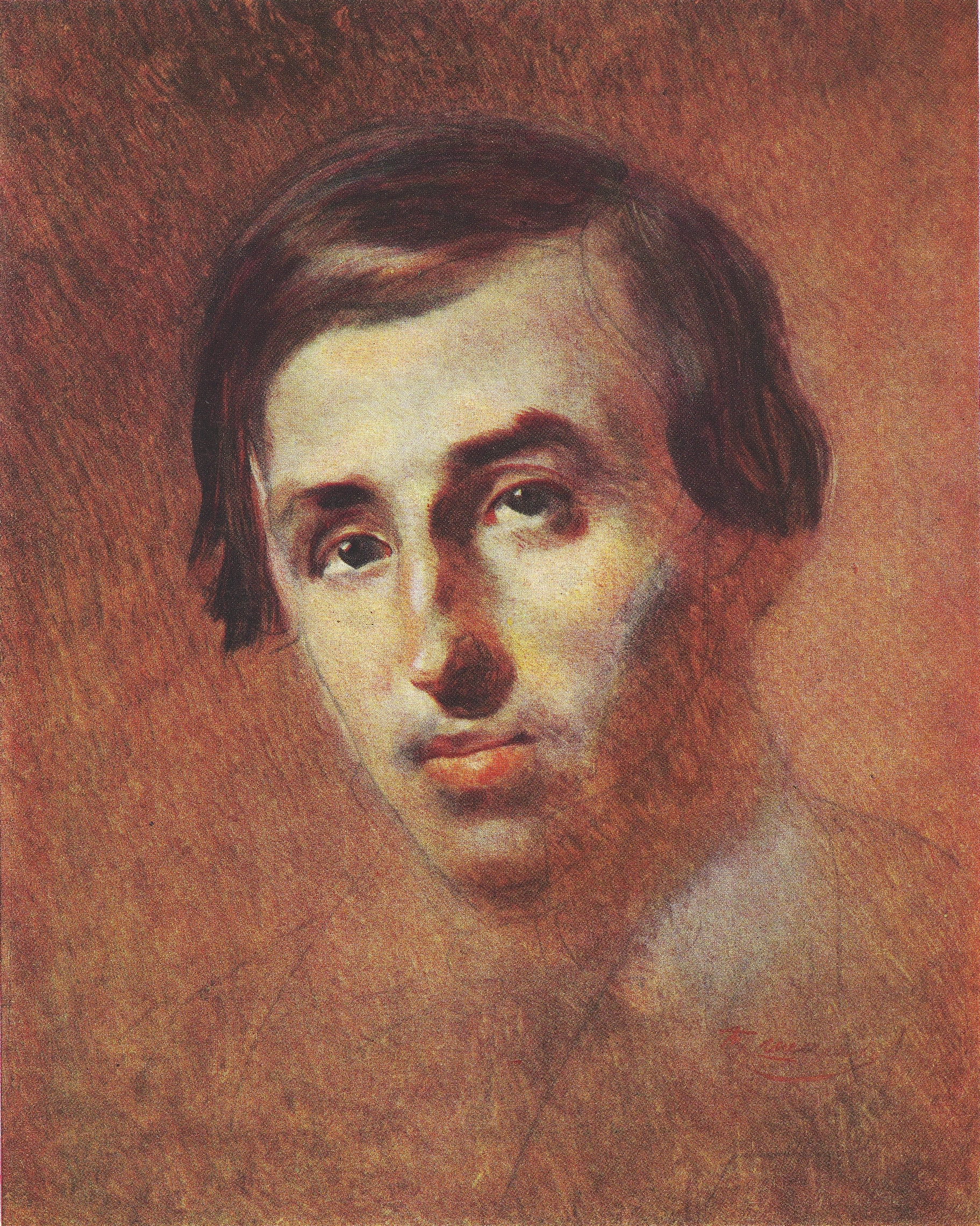
Портрет П. Куліша, худ. Тарас Шевченко (1843–1847 рр.)

У Варшаві Куліша як члена Кирило-Мефодіївського товариства заарештували й повернули до Санкт-Петербурга, де його майже три місяці допитували у III відділі, але довести його приналежність до таємної антикріпацької організації не змогли. Жандармерія вирішила:
«Учителя 5-ї С.-Петербурзької гімназії 9-го класу Куліша, який хоча й не належав до цього товариства, але був у дружніх зв'язках із усіма його учасниками й самовиношував надзвичайні думки про вигадану важливість України, вмістивши навіть у надрукованих од нього творах багато двозначних місць, що могли вселяти в малоросів думки про право їх на окреме існування від імперії, — замкнути в Олексіївський равелін на чотири місяці й потім відіслати на службу в Вологду…»
Під час арешту Пантелеймона, через нервове знесилення, Олександра народжує мертву дитину. На жаль, більше дітей у пари не було. Після вигнання Куліша, дружина усіляко намагалась підтримувати його і навіть поїхала до Тули. Після «щирого каяття» Куліша, клопотань сановитих друзів дружини та її особистих благань покарання було замінено: його ув'язнили на два місяці в арештантське відділення військового шпиталю, а звідти відправили на заслання в Тулу. Під час заслання пара жила досить бідно і переважно на гонорари дружини. Бідували, але проведені в Тулі три роки й три місяці не пройшли марно. Куліш написав «Историю Бориса Годунова и Дмитрия Самозванца», історичний роман «Северяки», який згодом вийшов друком під назвою «Алексѣй Однорогъ», автобіографічний роман у віршах «Евгений Онегин нашего времени», роман «Петр Иванович Березин и его семейство, или Люди, решившиеся во что бы то ни стало быть счастливыми», вивчав європейські мови, осягав «механіку» романного мислення В. Скотта, Ч. Дікенса, захоплювався поезією Дж. Байрона і Ф-Р. Шатобріана, ідеями Ж.-Ж. Руссо.
Після довгих клопотань перед III відділом Куліш здобув посаду у канцелярії губернатора, а згодом почав редагувати неофіційну частину «Тульских губернских ведомостей».

### Повернення до Петербургу

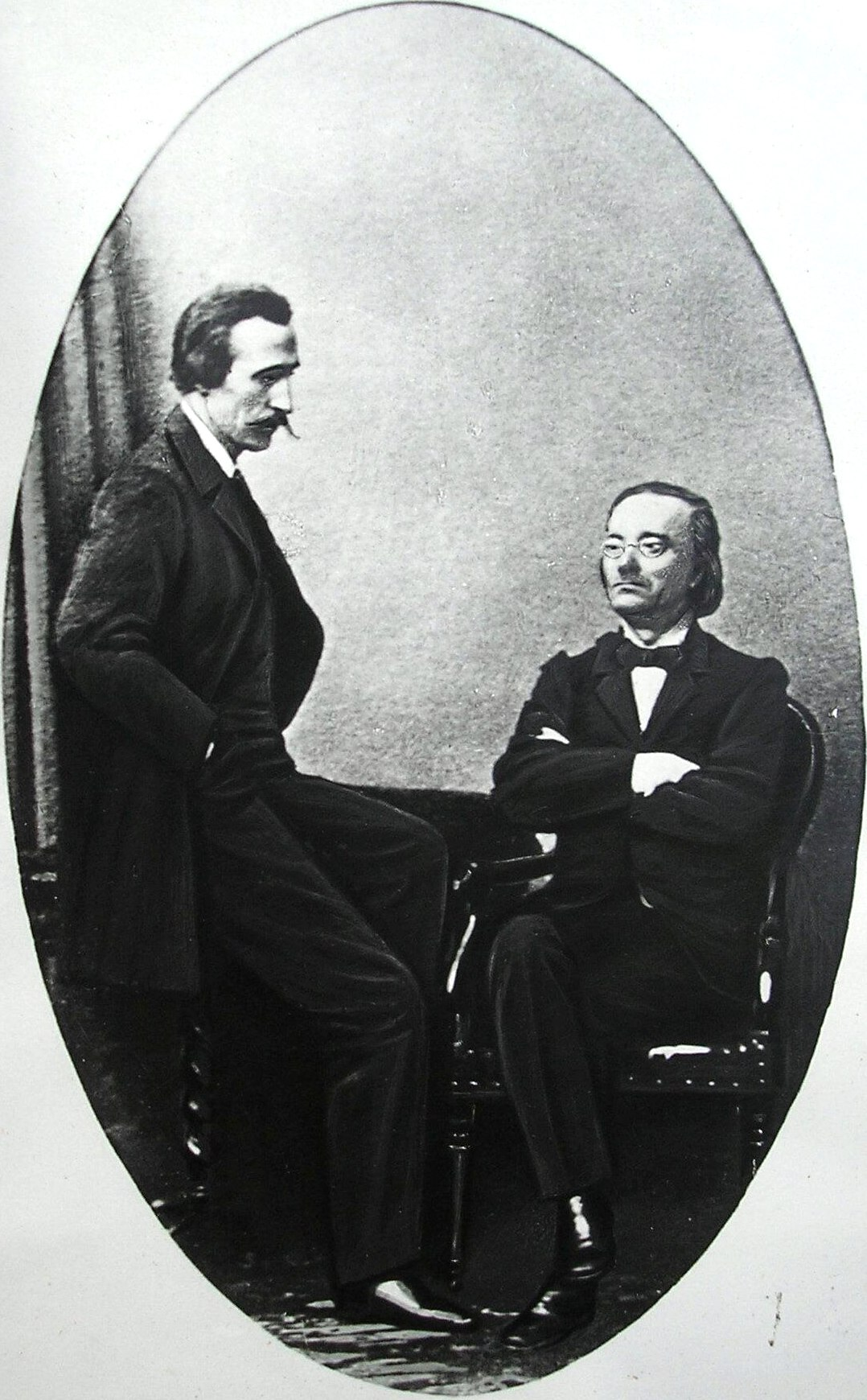
Пантелеймон Куліш та Микола Костомаров, 1859 р.

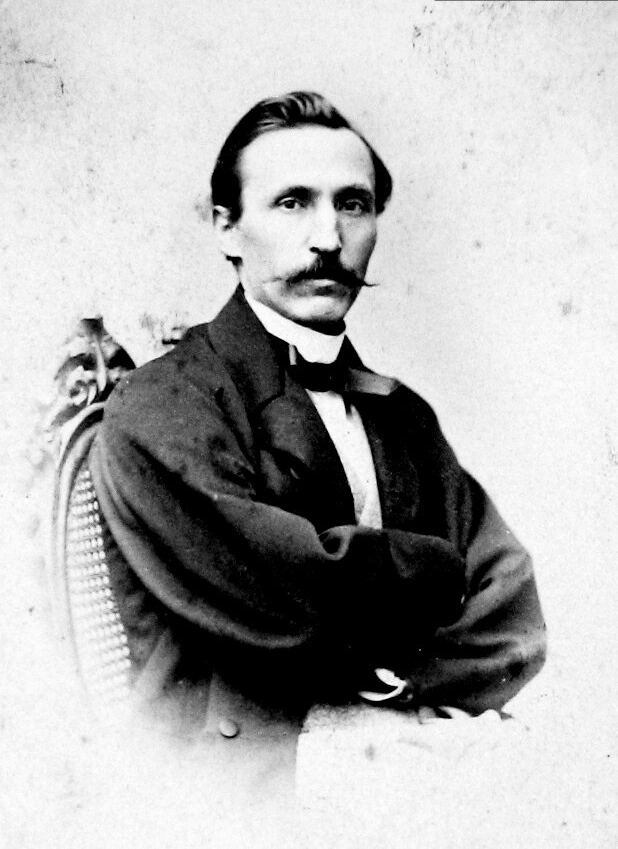
Пантелеймон Куліш

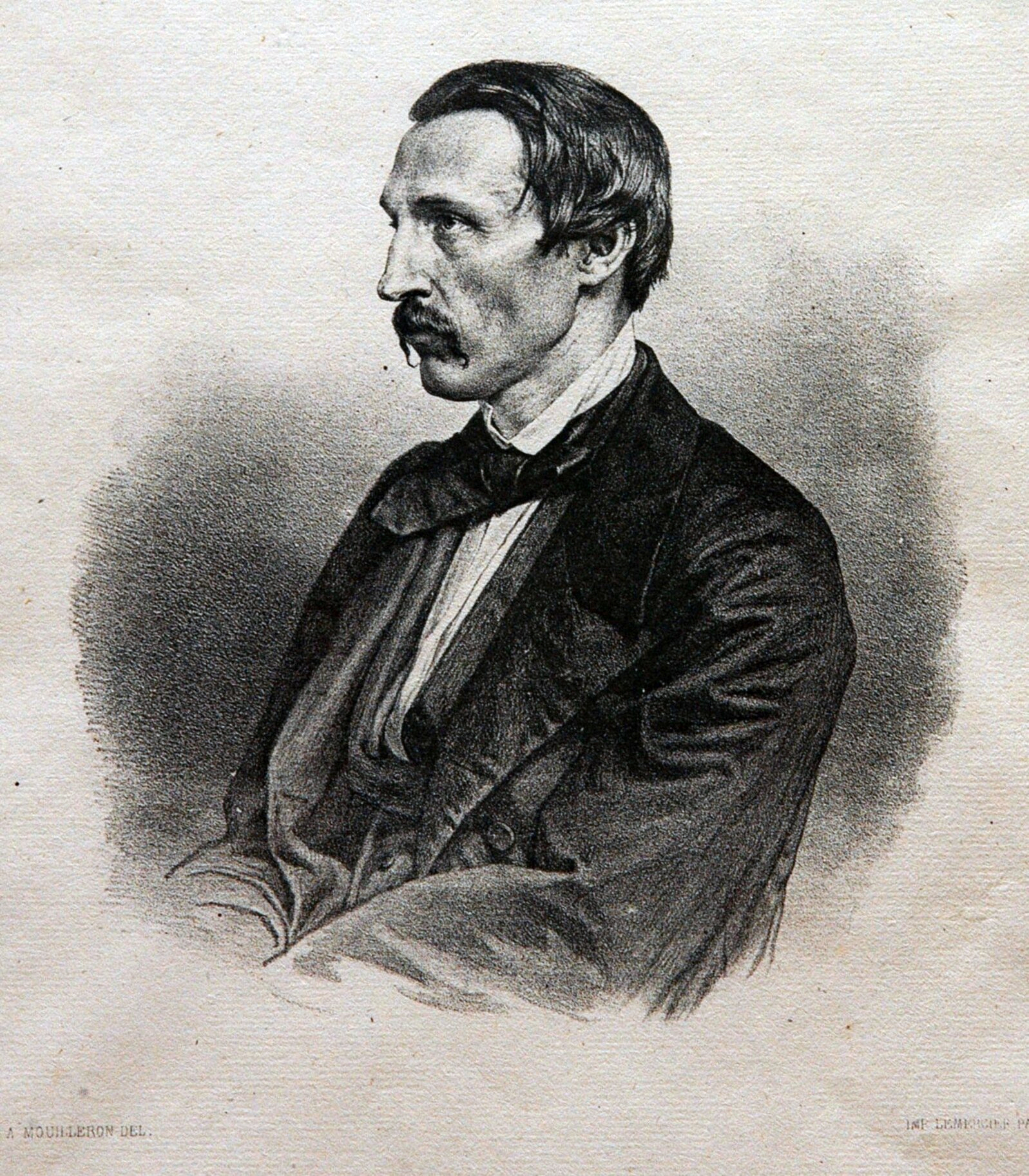
Пантелеймон Куліш, 1860 р.

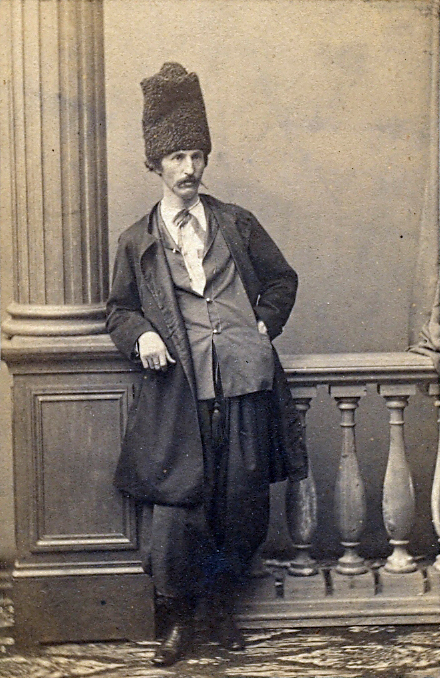
Пантелеймон Куліш, 1861 р.

Наближалося 25-річчя царювання Миколи І. Можливо, з ласки монарха, а особливо завдяки клопотанням вірної подруги Олександри Михайлівни, П. Плетньова та протекції земляка-сенатора О. В. Кочубея, П. Куліш повернувся до Санкт-Петербурга, де продовжив творити, хоча деякий час не мав права друкуватися. Під криптонімом «Николай М.» він публікує в Некрасовському «Современнике» російські повісті і двотомні «Записки о жизни Николая Васильевича Гоголя».
Знайомство на Полтавщині (де Куліш хотів придбати власний хутір) із матір'ю автора «Тараса Бульби» і «Мертвих душ» спонукало його до підготовки шеститомного зібрання творів і листів Миколи Гоголя. Та найбільшим своїм творчим успіхом Пантелеймон Куліш вважав двотомну збірку фольклорно-історичних і етнографічних матеріалів «Записки о Южной Руси». З'явилися вони в Санкт-Петербурзі у 1856–1857 роках у двох томах і викликали подив та захоплення. «„Записки о Южной Руси“ друкую з насолодою не тому, що в них є моє, а тому, що передаю світові пам'ятки духу народного, яким у моїх очах нема ціни», — так писав він в одному із листів до С. Аксакова. Про збірку Т. Г. Шевченко писав: «Цю книгу скоро напам'ять буду читати. Вона мені так чарівно, живо нагадала мою прекрасну бідну Україну, що я немов з живими бесідую з її сліпими лірниками і кобзарями. Пречудова і вельми благородна праця! Брильянт у сучасній історичній літературі.»
Збірка була написана «кулішівкою» — придуманим Кулішем першим українським фонетичним правописом, який згодом прислужився і для друку «Кобзаря» 1860 року, і для журналу «Основа». Творчо багатим і успішним був для Куліша 1857 рік. Вийшли у світ «Чорна рада», український буквар і читанка — «Граматка», «Народні оповідання» Марка Вовчка, які він відредагував і опублікував, відкрив власну друкарню. Надії на цензурні послаблення не виправдалися, хоча Куліш остаточно не розчарувався у імператорі Олександрі II, тому вирушив з дружиною до Москви, гостював у свого друга С. Т. Аксакова, відвіз дружину на хутір Мотронівку, щоб згодом звідси в березні 1858 року разом вирушити в мандри Європою. Там він, уважно фіксуючи у листах найменші деталі життя європейських народів, приглядався до тодішніх здобутків цивілізації, але не захоплювався ними. Навпаки, переймався глибшою вірою в майбутнє природно-патріархального побуту. Хутір як форма практичного втілення руссовської ідеї гармонійного життя серед природи і як духовний оазис національної самобутності — цей ідеал упевнено захоплював Пантелеймона Куліша.
Куліш не отримав дозволу на заснування у Санкт-Петербурзі українського журналу, тому створив альманах «Хата». Одночасно брат дружини Василь Білозерський клопотався про видання першого українського часопису «Основа». Куліш разом із дружиною, яка починала друкувати оповідання під псевдонімом Ганна Барвінок, зразу ж захопився підготовкою матеріалів для цього літературного й громадсько-політичного журналу. Насамперед дбав про історичне виховання українського громадянства. Тому почав писати «Історичні оповідання» — своєрідні науково-популярні нариси із історії України — «Хмельнищина» і «Виговщина». З'явилися вони 1861 року в «Основі». Сторінки цього журналу заповнювали і його перші ліричні поезії та поеми, що були написані вже після другої подорожі Західною Європою, яку він здійснив разом із Миколою Костомаровим.

Водночас Куліш уклав свою першу поетичну збірку «Досвиткы. Думи і поеми», що вийшла у Петербурзі 1862 року — перед появою 1863 року ганебного валуєвського циркуляра, яким самодержавство обмежило друкування українською мовою. Слава про Куліша долетіла до Галичини, де львівські журнали «Вечерниці» і «Мета» публікували його прозу, поезію, статті…
«Куліш був головним двигачем українофільського руху в Галичині в 60-х і майже до половини 70-х років»,
— писав Іван Франко, особливо відзначаючи його співробітництво в народовському журналі «Правда».

### У другій половині 1860-х та 1870-х

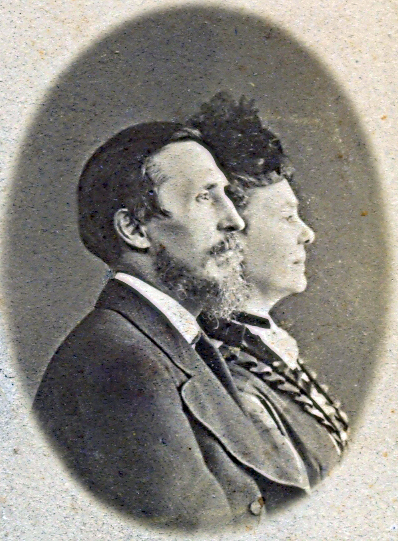
Пантелеймон Куліш з дружиною Олександрою, 1877 р.

Через нестачу коштів та відсутність роботи у зв'язку із закриттям «Основи», Куліш у 1864-му році переїздить у Варшаву, де працює урядовцем.
Чотири роки перебування у Варшаві, матеріальні статки (тут був на посаді директора духовних справ і членом комісії для перекладу польських законів) дали змогу письменникові набути неабиякого досвіду й знань (праця в державній установі, вивчення архівів, де він робив численні записи для майбутніх історичних досліджень, дружба із польською інтелігенцією і галицькими українцями, зокрема у Львові, де часто бував).
Людина емоційна і діяльна, схильна до беззастережного обстоювання виношеної ідеї, П. Куліш терпляче і цілеспрямовано добирав матеріали для обґрунтування концепції про негативний вплив козацьких і селянських повстань на розвиток української державності і культури. Працюючи у Варшаві в 1864–1868 роках, з 1871 року у Відні, а з 1873 — у Санкт-Петербурзі на посаді редактора «Журнала Министерства путей сообщения», він готував тритомне дослідження «История воссоединения Руси», в якому прагнув документально підтвердити ідею історичної згубності народно-визвольних рухів і піднести культуротворчу місію польської шляхти, ополяченого українського панства і російського царизму в Україні.
Роки спливали, відходили в небуття друзі, однодумців, по суті, не залишилося, надто після появи «Истории воссоединения Руси», яка була зустрінута українською громадськістю із розчаруванням і обуренням (гостро працю осудили, зокрема, Леонід Глібов, Борис Грінченко). Сам Куліш поступово розчарувався в державній службі і своїх «москвофільських» орієнтаціях, особливо — після появи Емського указу[джерело?].

### Останні роки життя

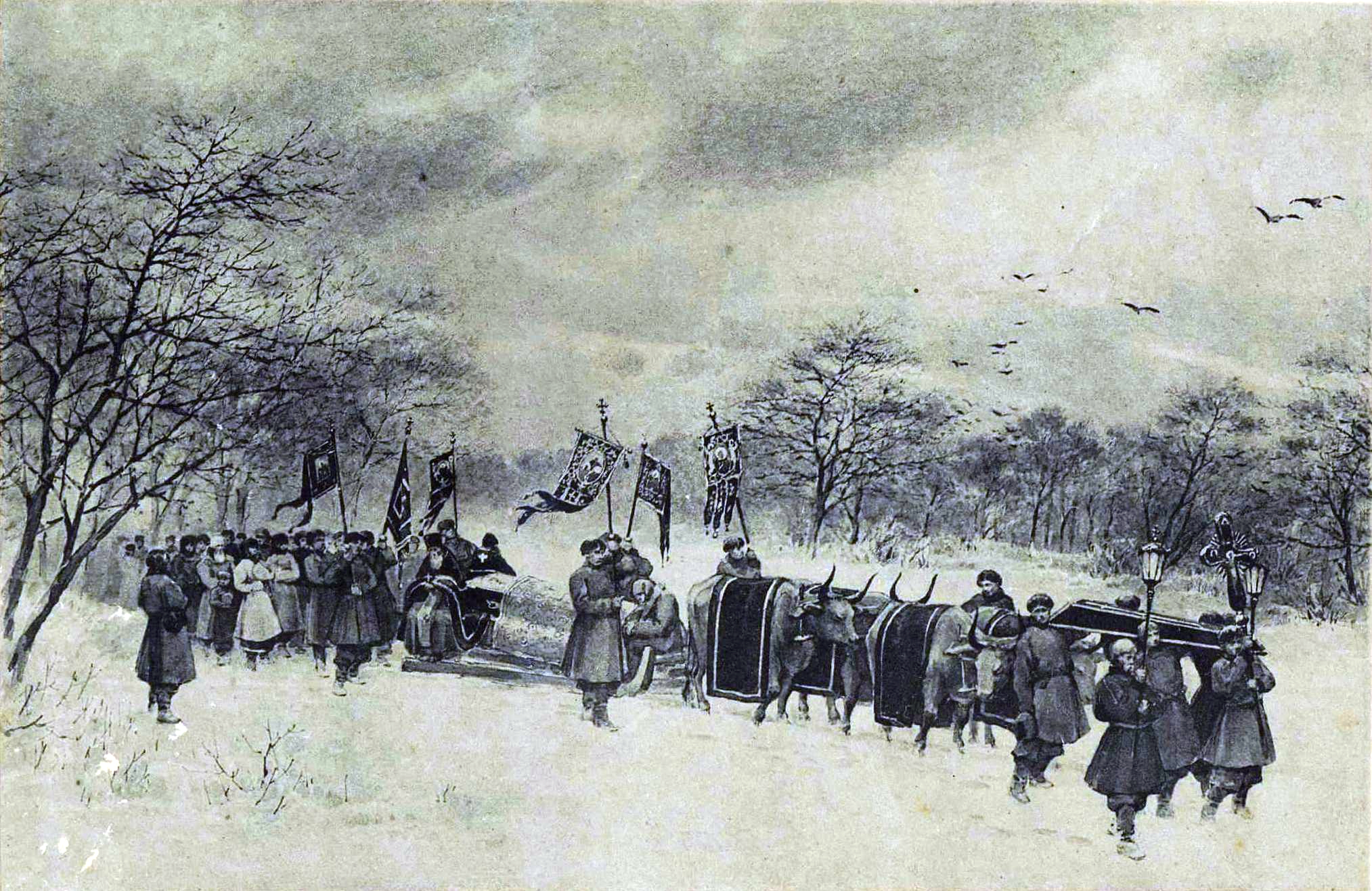
Похорон Пантелеймона Куліша

Куліш оселився на хуторі Мотронівка поблизу Борзни Чернігівської губернії, який перейменував на честь дружини Ганнина Пустинь. Тут господарював, творив, зокрема, укладав зі своїх російськомовних статей і україномовних художніх творів збірку «Хуторская философия и удаленная от света поэзия», яку після появи друком 1879 року цензура заборонила і вилучила з продажу. Це не зупинило вченого, письменника. Його погляд то знову сягає далекої Галичини, куди він посилає свою «Крашанку русинам і полякам на Великдень 1882 року» в надії залучити до спільної культурницької діяльності українських і польських інтелігентів, то приглядається до мусульманського світу, передусім до етичних засад Ісламу (поема «Магомет і Хадиза», 1883, драма у віршах «Байда, князь Вишневецький», 1884).
Куліш багато перекладав, особливо Шекспіра, Гете, Байрона, Шиллера, Гейне. Видав у Женеві третю збірку поезій «Дзвін» (1893). Готував до видання у Відні повний перший український переклад Біблії; завершував історіографічну працю у трьох томах «Отпадение Малороссии от Польши», листувався з багатьма кореспондентами, переймався розбратом слов'янських націй, особливо шовіністичними заходами польської шляхти в Східній Галичині щодо українського населення, дбав про видання прогресивних журналів і газет. На жаль, лише небагато з його перекладів Шекспіра були опубліковані за життя. Американсько-український філолог Андрій Даниленко вважає безцінним вплив Куліша на формування як модерної української культури того часу, так і на формування української літературної мови.
Пантелеймон Куліш пішов з життя 14 лютого 1897 року на своєму хуторі Мотронівка.

## Приватне життя
Хоча все життя Пантелеймон Куліш був одружений із Олександрою Білозерською (Ганна Барвінок), але мав чимало романів на стороні.
Тільки у 1860 році мав два романи — із дружиною Леоніда Глібова Параскою Глібовою (у Чернігові) й Ганною Рентель (у Полтаві).

## Кулішівка

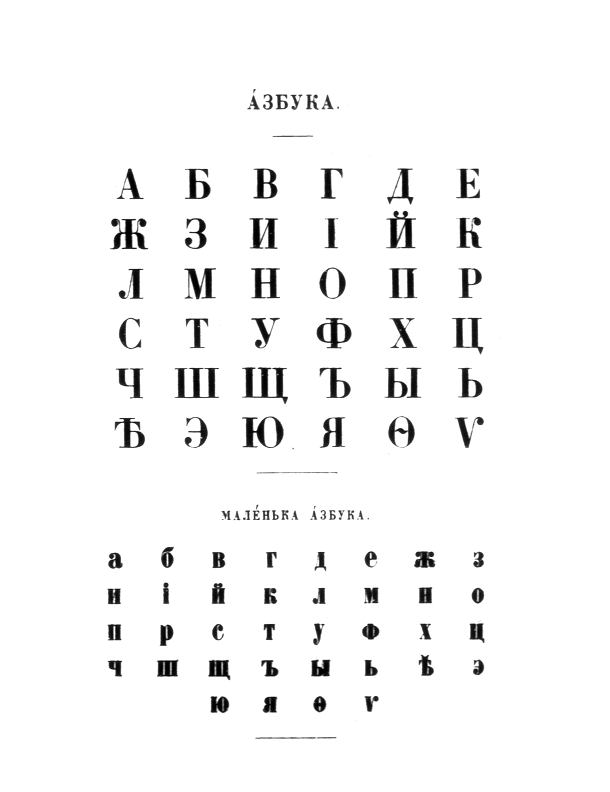
Кулішівка

Наприкінці 1850-х років Куліш уклав першу фонетичну абетку української мови, в якій не було церковнослов'янських літер ѣ та ы, з'явилася літера g (на позначення ґ). Загалом саме правопис Куліша лежить в основі сучасної української абетки, хоча для цього первинна кулішівка пережила значну трансформацію.
З 1876 року кулішівку було заборонено в Російській імперії, натомість у 1890-х роках її у видозміненому вигляді було впроваджено у школах Галичини (на зміну етимологічному правопису), що дало поштовх до розвитку цього правопису.

## Літературна творчість

### Власні твори

#### Чорна рада (роман)
Чорна рада (1857). За словами Івана Франка, «Чорна рада» — «найліпша історична повість в нашій літературі». Історична основа роману — події, що відбулися після Переяславської угоди 1654 року — боротьба за гетьманування після смерті Богдана Хмельницького.
Цікавий факт, що існує два оригінальних примірники роману на українській та російській мовах. За змістом вони мають суттєві відмінності у сценах та деталях. Перша версія романів була готова у 1846 році. Спочатку автор написав російський варіант, а згодом зробив ніби український переклад, а насправді інший твір. Через арешт і заборону видавничої діяльності романи так і не були опубліковані. Оригінал українського рукопису, перед засланням, автор передав своєму доброму товаришеві Осипу Бодянському. Достеменно відомо, що цей примірник значно відрізняється від відомого опублікованого.
У 1856 році для погодження з цензурою Куліш спершу подав український примірник. Оскільки цензором виявився російський романіст Іван Лажечніков, то Пантелеймон йому запропонував ознайомитись з російським «аналогом» «Чорної ради». Саме останній варіант зазнав численних цензурних правок. Позаяк упливові урядовці поручилися за Пантелеймона, то українську версію дозволили надрукувати в обхід цензурі.
До російського варіанту «Чорної ради» автор написав післямову. У цій статті Куліш заявляє, що українська мова має право на особисту літературу. Також, на відміну від українського аналога, російський має епіграфи до кожного розділу.

### Перекладацтво

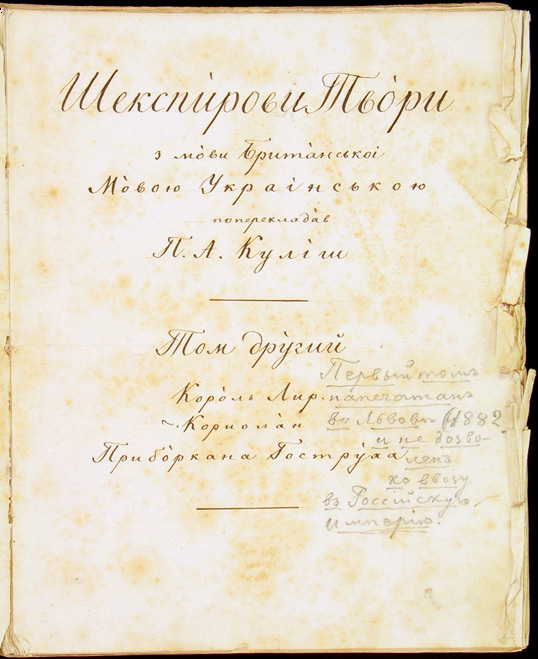
Шекспирови твори. Том другий. Переклад Пантелеймона Куліша

Переклав Біблію, майже всього Шекспіра, Ґете, Дж. Байрона (зокрема, поеми «Чайльд-Гарольдова мандрівка», «Дон-Жуан»), балади А. Міцкевича «Русалка», «Химери», «Чумацькі діти» (опубліковано в журналі «Основа» 1861 р.). Наприкінці свого життя П. Куліш підготував до друку поетичну збірку «Позичена кобза: Переспіви чужоземних співів», котра вийшла в Женеві 1897 р., вже по смерті поета. Увійшли в неї переспіви творів визначних англійських та німецьких поетів XIX ст.: Байрона, Ґете, Шіллера, Гайне. Чимало переклав з російської (твори Пушкіна, Фета, Нікітіна, Кольцова, Некрасова).
Куліш систематично працював у царині перекладу, був твердо переконаний, що найвидатніші світочі європейського письменства мають стати здобутком письменства українського. Не знижуватись до популярного переказу для простолюду, а навпаки, дорівнятись вершин творчої думки — такою уявлялися перспектива і завдання українського перекладу романтикові Кулішеві.
Вважаючи мовну реформу І. Котляревського невдалою, П. Куліш марив про «староруську» мову як літературну. Осмислюючи Кулішів перекладацький стиль, М. Зеров звернув увагу на його «теорію староруського відродження», згідно з якою староруська (староукраїнська) літературна має синтезувати здобутки старої книжної мови і виражальні ресурси мови народнопоетичної. Тому в лексиці Кулішевих перекладів відсутні бурлескні фразеологізми, натомість значне місце посідають старослов'янізми, які надають їм урочистого, піднесеного, хоча нерідко й важкуватого для сприйняття характеру. «Далеко менше шкодить цей словник перекладам з Ґете та Байрона», — зазначив М. Зеров.
Від англійських, німецьких, італійських поетів П. Куліш переніс на український ґрунт октаву, Спенсерову 9-віршову строфу та інші зразки канонічної строфіки.

#### Переклад Біблії

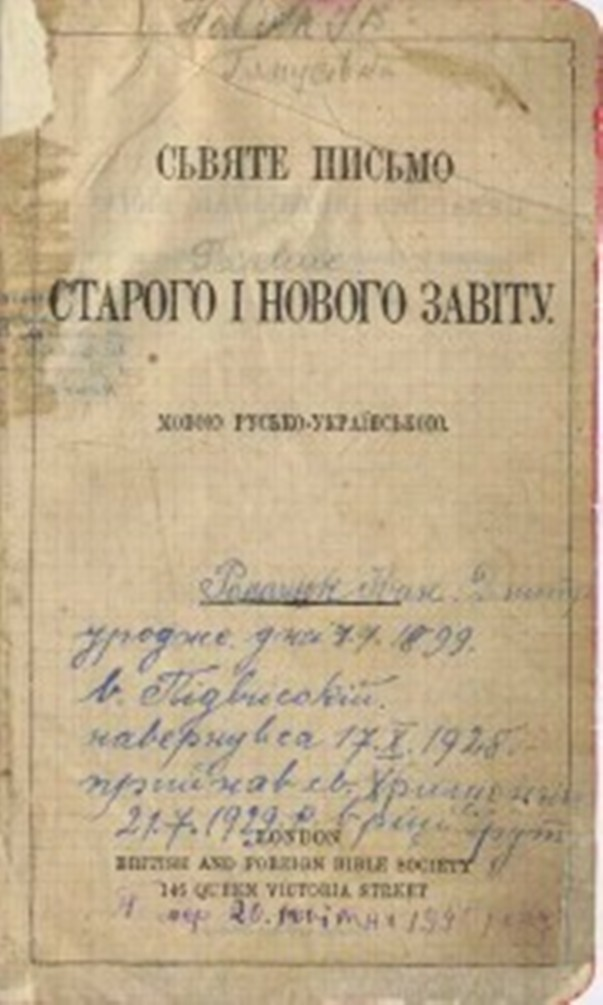
Титульна сторінка Біблії в перекладі П. Куліша, І. Нечуя-Левицького та І. Пулюя, 1903

Куліш здійснив перший повний переклад Біблії українською мовою. Свою працю він розпочав у 1860. До нього приєднався Іван Нечуй-Левицький. 1869 року вони залучили до перекладу Івана Пулюя, відомого вченого-фізика, що мав глибокі знання з богослов'я. У 1881 Наукове товариство імені Шевченка опублікувало у Львові Новий Заповіт у їхньому перекладі.
Праця над Старим Заповітом тривала. Загадкова листопадова пожежа 1885 р. на Кулішевому хуторі Мотронівка (Ганнина Пустинь) стала трагічною сторінкою в історії української Біблії, під час пожежі згорів рукопис перекладу Старого Заповіту. Перекладачі знову почали працювати над його перекладом від самого початку. По смерті Куліша переклад завершив Іван Пулюй.
Незадовго до смерті, Куліш опублікував дитячу Біблію у спрощеному варіанті.
1903 року Британське та Іноземне Біблійне Товариство видало першу повну українську Біблію («Святе письмо Старого і Нового Завіту») у перекладі П. Куліша, І. Нечуя-Левицького та І. Пулюя. Цю Біблію перевидавали у 1912 (Відень), 1921 і 1930 (Берлін), 1947 (Нью-Йорк, Лондон) роках. На теренах України Кулішевий переклад вперше був виданий лише у 2000 (Київ).

## Перелік творів

### Художні твори

#### Проза
- Малороссийские рассказы (1840)
- Огненный змей (1841)
- Михайло Чарнышенко (1843).
- «История Ульяны Терентьевны» (1852).
- «Яков Яковлевич» (1853).
- «Алескѣй Однорогъ» (1853).
- «Искатели счастья» (1850-ті).
  - (укр. переклад 1930 року) П. Куліш. Шукачі щастя. — Переклад з рос. мови Ів. Мироня. Вступ. стаття Є. Кирилюка. — Київ, «Рух», 1930. — 212 с.
- «Феклуша» (1856).
- Чорна рада (1857).
- Майоръ (1859).

#### Окремі оповідання
- гумористичні оповідання: Циган (1841), Пан Мурло, Сіра кобыла (1860), Малоросійські анекдоти
- оповідання на тему нещасливого кохання: Гордовита пара (1862), Дівоче серце (1862)
- історичні оповідання: Повість про Український народ (рос.) (1846), Мартин Гак (1863), Брати (1864-), «Сичови гости Чупрына и Чортоусъ» (1862)
- романтично-ідилічні оповідання: «Орися» (1861), Бабуся с того світу (1861), Очаківська біда (1861), Півпівника (1861)

#### Драматургія
- «Колії» (1860 незакінчена, лише 1-й акт)
- «Іродова морока» (1868)
- «Хуторянка» (1877)
- Драмована трилогія (1900)
  - Байда — князь Вишневецький
  -  Цар Наливай 
  -  Сагайдачний
- Хміль Хмельницький (незакінчена)

#### Поезія
- Україна (1843)
- Настуся (1861)
- Великі проводи (1862)
- Досвітки (1862)
- Хуторна поезія (1882)
- Магомет и Хадиза (1883)
- Уляна Ключниця (1880-ті)
- Куліш у пеклі (1890; 1896)
- Грицько Сковорода (1891)
- Дзьвін (1893)
- Маруся Богуславка (1899—1901).

### Наукові праці
- Опыт биографии Николая Васильевича Гоголя (рос.) (1854)
- Исторія возсоединенія Руси (рос.) (1874)
- Отпаданіе Малороссіи от Польши (рос.) (1888)

### Публіцистичні твори
- Листи з хутора (1861)
- Хуторская философия и удаленная от света поэзия (рос.) (1879)
- Крашанка русинам и полякам на Великдень 1882 року (1882)

### Редакція, упорядкування
- Записи про Південну Русь (1856—1857)
- Хата (альманах) (1860)

## Імена та псевдоніми, якими підписані твори
Використовував підпис «Панько Куліш».
Псевдонім «Ратай Павло» використовував для публікацій у журналі «Правда».

## Оцінки творчості
| Пантелеймон Куліш був неймовірно складний і незручний для однобічного, однозначного трактування, попри те, що він закладав підвалини сучасного українства. Його діяння сучасники не раз не сприймали, його твори випереджали час. Його перекладацька праця, художня творчість, історичні писання – це були цеглини, які лягали в основу, підмурівок того будинку, який ми називаємо Україною. Якби тих цеглин не було, то я не скажу і ніхто не скаже, ким ми були б, але ми точно були б інакші... |. — доктор філологічних наук Олесь Федорук, 2023.

## Кінематограф
За його романом «Чорна рада» на Київській кіностудії ім. О. П. Довженка Микола Засєєв-Руденко створив однойменний 9-серійний телесеріал (2000).
Кінообраз самого письменника Пантелеймона Куліша створив 2005 кінорежисер Станіслав Клименко у стрічці «Братство», 2005. Роль Куліша виконав актор В'ячеслав Довженко).

## Музичні інтерпретації
- У межах культурного проєкту «Твої вірші, мої ноти» Артем Пивоваров х alyona alyona записали пісню «Люлі-люлі» (2022), взявши за основу вірш «Люлі-люлі» Пантелеймона Куліша.

## Вшанування пам'яті

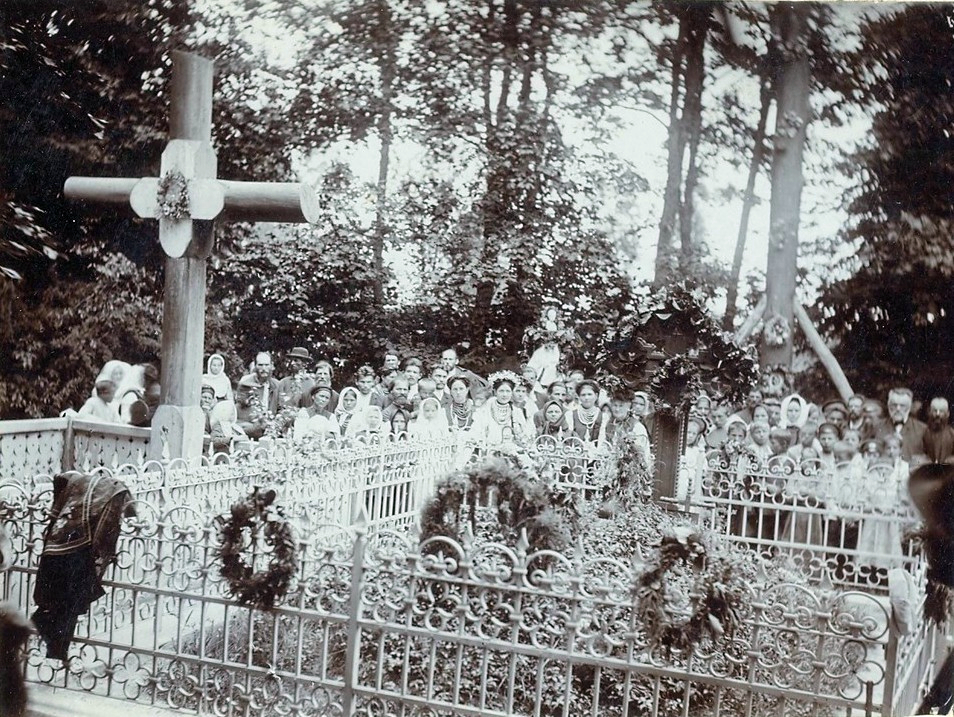
Захід до дня народження Пантелеймона Куліша на його могилі, 1908 р.

- Національний банк України випустив презентаційну банкноту із зображенням Панетелеймона Куліша; але згодом голова НБУ заперечила його появу на банкноті номіналом 1000 гривень[28].
- У 1998 році встановлена меморіальна дошка Пантелеймону Кулішу та Івану Пулюю на будинку у 8-му районі Відня (Skodagasse 3, 1080 Wien), де у 1870-му році науковці працювали над першим перекладом Біблії українською мовою.
- Меморіальна дошка на будинку у Відні, де мешкав Пантелеймон Куліш.
- У 2018 році в Києві на вулиці Великій Житомирській перед будинком № 19Б, біля Скверу київських інтелігентів, встановили пам'ятник Пантелеймону Кулішу.
- У липні 2019 року Національний банк України у серії «Видатні особистості України» випустив ювілейну монету «Пантелеймон Куліш (1819—1897)» номіналом 2 гривні.
- У серпні 2019 року Укрпошта випустила марку «Пантелеймон Куліш (1819—1897)». Дата випуску — 02.08.2019. Тираж — 130 000 прим. Номінальна вартість — 9X8,00 грн. Номер за каталогом Укрпошти — 1772.
- 8 серпня 2022 року у рамках відзначення 200-річчя з дня народження Пантелеймона Куліша у селищі Вороніж Сумської області відкрито пам'ятник, який відтворює образ юного Куліша з книгою в руках.[29]

Пам'ятник Пантелеймону Кулішу в Києві
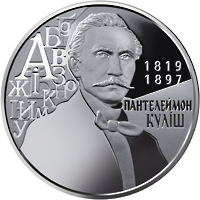
Реверс монети «Пантелеймон Куліш (1819-1897)»
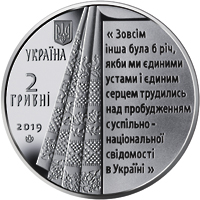
Аверс монети «Пантелеймон Куліш (1819-1897)»
Аркуш марок «Пантелеймон Куліш (1819-1897)»

### Музей

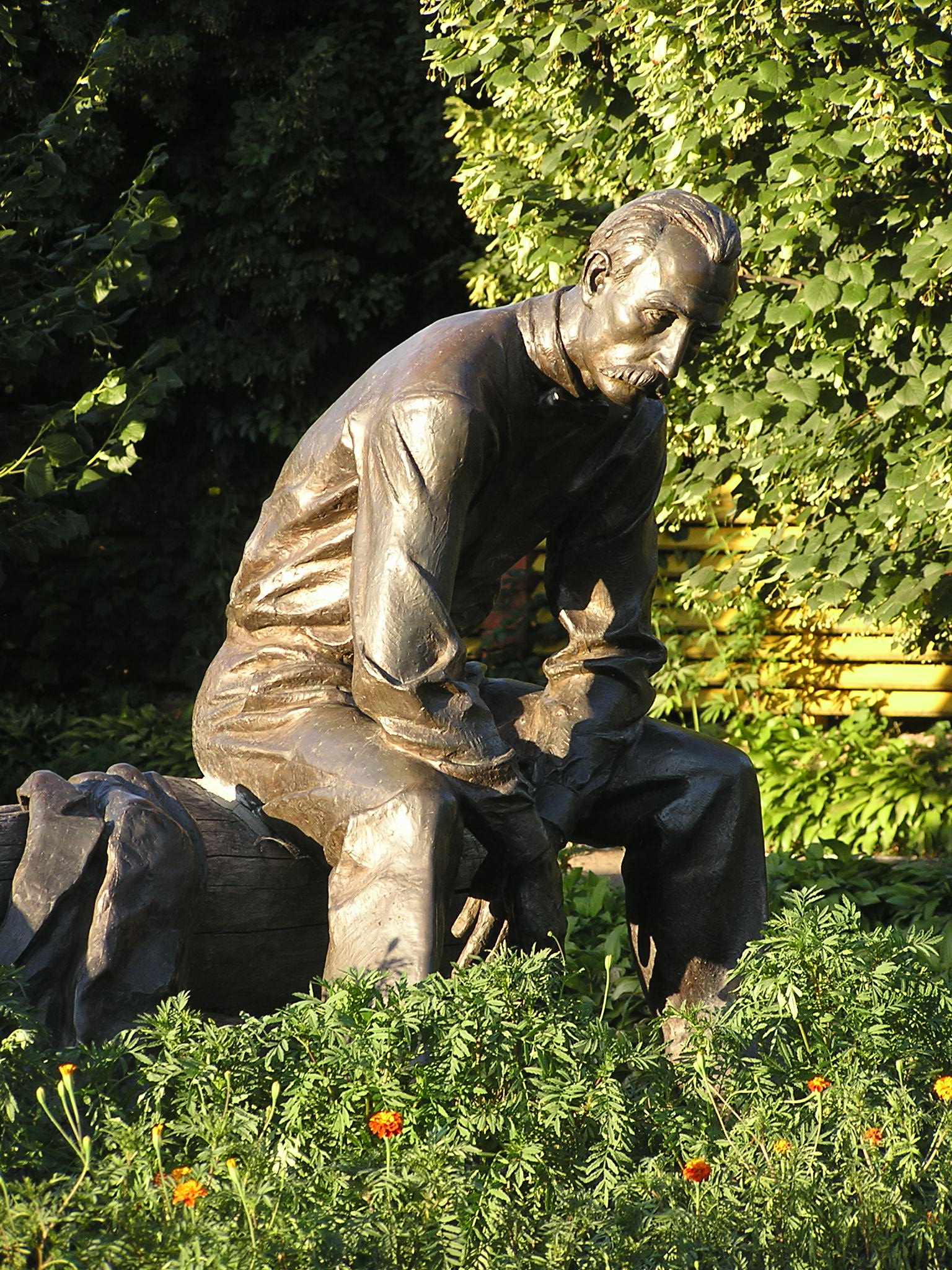
Пам'ятник Кулішеві на хуторі Мотронівка

- Чернігівський обласний історико-меморіальний музей-заповідник П. Куліша «Ганнина Пустинь» на хуторі Мотронівка.

### У топоніміці
- Бульвар Пантелеймона Куліша у Тернополі.
- Вулиця Пантелеймон Куліша у місті Борзна.
- Вулиця Пантелеймон Куліша у Воронежі.
- Вулиця Пантелеймона Куліша у Дрогобичі.
- Вулиця Пантелеймона Куліша у Запоріжжі.
- Вулиця Пантелеймона Куліша у Києві.
- Вулиця Пантелеймон Куліша у місті Козелець.
- Вулиця Пантелеймона Куліша у Коломиї.
- Вулиця Пантелеймона Куліша у Львові.
- Вулиця Пантелеймона Куліша у Миколаєві Львівської області.
- Вулиця Пантелеймона Куліша у Рівному.
- Вулиця Пантелеймона Куліша у Трускавці.
- Вулиця Пантелеймона Куліша у Чернігові
- Площа Пантелеймона Куліша у Києві.

### Статті в енциклопедіях
- О. А. Удод, Д. В. Грузін. Куліш Пантелеймон Олександрович // Енциклопедія історії України : у 10 т. / редкол.: В. А. Смолій (голова) та ін. ; Інститут історії України НАН України. — К. : Наукова думка, 2009. — Т. 5 : Кон — Кю. — С. 468. — ISBN 978-966-00-0855-4.
- Й. О. Дзендзелівський. Куліш Пантелеймон Олександрович // Українська мова : енциклопедія / НАН України, Інститут мовознавства ім. О. О. Потебні, Інститут української мови; редкол.: В. М. Русанівський  (співголова), О. О. Тараненко (співголова), М. П. Зяблюк та  ін. — 2-ге вид., випр. і доп. — К. : Вид-во «Укр. енцикл.» ім. М. П. Бажана, 2004. — 824 с. : іл. — ISBN 966-7492-19-2. — С. 284.
- Куліш Пантелеймон // Українська мала енциклопедія : 16 кн. : у 8 т. / проф. Є. Онацький. — Накладом Адміністратури УАПЦ в Аргентині. — 1960. — Т. 3, кн. VI : Літери Ком — Ле. — С. 786—787. — 1000 екз.

### Бібліографії
- Библіографичний покажчыкъ пысаннивъ П. Кулиша // Дубо́ве Лы́стє. Альманахъ на згадку про П. О. Кулиша. Упорядкували: М. Чернявський, М. Коцюбинський, Б. Гринченко. Кыив: З друкарні Петра Барського, 1903. 278 стор.
- Куліш Пантелеймон Олександрович: до 200-річчя від дня народження: біобібліогр. покажч. / М-во культури України, Нац. б-ка України імені Ярослава Мудрого ; упоряд.: О. Білик та ін ; наук. ред. В. Кононенко. — Київ: Нац. б-ка України імені Ярослава Мудрого, 2019. — 288 с.
- Записки Наукового Товариства імені Шевченка у Львові. Гординський Я. Т. 148 : Кулішеві переклади драм Шекспіра: відбитка / Ярослав Гординський — Львів: З друк. Наук. т-ва ім. Шевченка, 1928. — 109 с.
- Збірник філологічної секції Наукового Товариства імені Шевченка. Т. 22, ч. 1 : П. О. Куліш: (матеріали і розвідки) / під ред. К. Студинського і Фед. Савченка. — Львів: Накладом Наук. т-ва ім. Шевченка, 1929. — 72, 2 с. [Архівовано 12 серпня 2020 у Wayback Machine.]
- Збірник філологічної секції Наукового Товариства імені Шевченка. Т. 22, ч. 2 : П. О. Куліш: (матеріали і розвідки) / під ред. К. Студинського. — Львів: Накладом Наук. т-ва ім. Шевченка, 1930. — 95 с. [Архівовано 28 вересня 2020 у Wayback Machine.]
- Чернявський М. Пантелеймон Олександрович Куліш і його оповідання / М. Чернявський. — Бахмут: Печатня М. М. Крамарева, 1900. — VIII с. [Архівовано 9 серпня 2020 у Wayback Machine.]
- Олександрович М. Історія нового українського письменства. Кн. 3 : Кирило-Методіївське Братство: Костомарів і Куліш / написав М. Олександрович. — Станиславів: б. в., 1938. — 36, 2 с., включ. обкл. — (Бібліотека товариства «Скала» ; ч. 21). [Архівовано 19 вересня 2020 у Wayback Machine.]
- Ткаченко І. П. О. Куліш: критико-біогр. нарис / Ів. Ткаченко. — Харків: Книгоспілка, 1927. — 80 с. [Архівовано 9 серпня 2020 у Wayback Machine.]
- Кирилюк Є. Пантелеймон Куліш / Євг. Кирилюк ; за ред. Я. Савченка. — Харків; Київ: Держ. вид-во України, 1929. —100 с. — (Популярні нариси про українських класиків). [Архівовано 4 серпня 2020 у Wayback Machine.]
- Збірник історично-філологічного відділу. № 53 : Пантелеймон Куліш: зб. пр. Коміс. для видавання пам'яток новітнього письменства / за ред. С. Єфремова та Ол. Дорошкевича. — У Київі: З друк. УАН, 1927. — 206 с. [Архівовано 20 вересня 2020 у Wayback Machine.]
- Кирилюк Є. Бібліографія праць П. О. Куліша та писань про нього / Євген Кирилюк ; Всеукр. акад. наук, Бібліогр. коміс. — У Київі: б. в., 1929. — 130 с. — (Українська бібліографія ; вип. 2). [Архівовано 24 вересня 2020 у Wayback Machine.]
- Дорошенко Д. Пантелеймон Куліш / Дмитро Дорошенко. — Київ ; Ляйпціг: Укр. накладня, 19–?. — 216 с. — (Літературні характеристики українських письменників ; 4). [Архівовано 22 вересня 2020 у Wayback Machine.]
- Дорошенко В. Найновіша література про П. Куліша: (інформатив. огляд видань і розвідок за останніх 15 літ) / Володимир Дорошенко. — Львів: З друк. Наук. т-ва ім. Шевченка, 1928. — 34 с. — (Записки Наукового Товариства імені Шевченка у Львові ; т. 148). [Архівовано 22 вересня 2020 у Wayback Machine.]
- Дубове листя: альм. на згадку про П. О. Куліша / упоряд.: М. Чернявський, М. Коцюбинський, Б. Гринченко. — У Київі: З друк. Петра Барського, 1903. — 278 с. [Архівовано 30 вересня 2020 у Wayback Machine.]
- Петров В. Пантелимон Куліш у п'ядесяті роки: життя, ідеологія, творчість. Т. 1 / Віктор Петров ; Всеукр. акад. наук. — У Київі: З друк. Всеукр. акад. наук, 1929. — 592 с. — (Збірник історико-філологічного відділу ; № 88). [Архівовано 22 вересня 2020 у Wayback Machine.]

### Наукові праці та статті
- Д. Дорошенко. Пантелеймон Куліш. Київ-Ляйпціґ 1920.
- Іван Пулюй — Пантелеймон Куліш. Подвижники нації. / За заг. ред проф. В. Шендеровського. — К.: Рада. — 1997.
- Жулинський М. Г. «Із забуття — в безсмертя (Сторінки призабутої спадщини)». Київ: Дніпро, 1990. — С. 43—66.
- М. Кармазіна. Куліш Пантелеймон Олександрович // Політична енциклопедія. Редкол.: Ю. Левенець (голова), Ю. Шаповал (заст. голови) та ін. — К.: Парламентське видавництво, 2011. — С. 378 ISBN 978-966-611-818-2.
- Пантелеймон Куліш і українське національне відродження: Доп. та повідомл. наук, конф., присв. 175-роковинам від дня народження письменника. — X., 1995.
- І. Лисий. Куліш Пантелеймон Олександрович // Філософська думка в Україні. Біобібліографічний словник [Архівовано 21 травня 2009 у Wayback Machine.].
- Пантелеймон Куліш: Матеріали і дослідж. / ред.: М. Г. Жулинський; НАН України. Ін-т л-ри ім. Т. Г. Шевченка. Львів. від-ня. — Л.; Нью-Йорк: Вид-во М. П. Коць, 2000. — 413 с.
- Суспільно-політичні та історичні погляди П. О. Куліша: До 110-ї річниці його світлої пам‘яті (1819—1897): [монографія] / П. С. Гончарук. — К. : ДАКККіМ, 2006. — 264 с. — ISBN 966-8683-34-Х.
- Федорук О. Пантелеймон Куліш: бібліографія літератури (1989—2002) // Відкритий архів: Щорічник матеріялів та досліджень з іст. модерної укр. культури. — К., 2004. — Т. І. — С. 453—573.
- Жадько В. О. Український некрополь. — К.,2005. — С. 288.
- Нахлік Є. Пантелеймон Куліш: особистість, письменник, мислитель: У 2-х т. — К., 2007.
- Ясь О. В. Історичне письмо Куліша у світлі його інтелектуальних  трансформацій // Хроніка 2000. — Київ, 2009. — Вип. 78: Пантелеймон Куліш: письменник, філософ, громадянин. До 190-річчя від дня народження П. О. Куліша. — С. 459—528. https://www.academia.edu/30354381 [Архівовано 27 лютого 2022 у Wayback Machine.]
- Енциклопедія «Черкащина». Упорядник Віктор Жадько. — К., 2010. — С. 495—496.
- Ситий І., Федорук О. До родоводу Куліша // Археографічний щорічник. Нова серія. — К., 2010. — Вип. 15/16. — С. 129—139 [недоступне посилання з червня 2019].
- П. О. Куліш [матеріяли і розвідки]. Частина 1 [Архівовано 1 квітня 2015 у Wayback Machine.]. — Львів, 1929. — Накладом наукового Товариства імені Шевченка.
- Іван Корсак. «Перстень Ганни Барвінок». Роман. — Київ, Ярославів Вал. 2015.
- Даниленко, А. Від Біблії до Шекспіра. Пантелеймон Куліш і формування української літературної мови. — Київ: Критика, 2023.
- Даниленко, А. Про мову Куліша і Куліш про мову // Науковий зб. Харк. іст.-філол. тов-ва. — 2020. — Т. 16. — С;. 71–98.
- Даниленко, А. Куліш як перекладач Шекспіра // Пантелеймон Куліш. Переклади та переспіви. — Т. 1: Шекспирові твори. Отелло. Троїл та Крессида. Комедія помилок / ред.: О. Федорук, А. Даниленко. — К., 2020. — С. 327—350.
- Даниленко, А. Вмд «казащини» до «старорущини», або про мовні суперечки М. Костомарова з П. Кулішем // Слов'янські обрії. — К., 2018. — Т. 9. — С. 400—410.
- Даниленко, А. Гамлет, Гемлет чи Гамлєт: Кулішів Шекспір у критиці галицьких мовотворців // Українська мова. — 2015. — № 4. — С. 59–77.
- Даниленко, А. «Пиши, як мовиш…», або чому Пантелеймон Куліш не став творцем сучасного українського правопису // Мовознавство. — 2012. — № 4. — С. 37–54.
- Danylenko Andrii. From the Bible to Shakespeare. Pantelejmon Kuliš (1819—1897) and the Formation of Literary Ukrainian. — Boston, MA, 2016.
- Danylenko, A. The Holy Gospels in Vernacular Ukrainian: Antin Kobyljans'kyj (1874, 1877) vs. Pantelejmon Kuliš (1871) // Die Welt der Slaven. – 2010. — Vol. 55 (1). — P. 83-104.
- Danylenko, Andrii. Panteleimon Kulish // The Literary Encyclopedia. First published 16 January 2017 [ https://www.litencyc.com/php/speople.php?rec=true&UID=13821 ] [Архівовано 3 березня 2021 у Wayback Machine.]
- George Luckyj. Panteleimon Kulish: A Sketch of His Life and Times. NY: Columbia University Press, 1983.
- Ясь О. Історичне письмо пізнього П. Куліша як предтеча консервативного проекту української історіографії початку XX ст. (До 200-річчя від дня народження) // Український історичний журнал. — 2019. — № 4. — С. 61—87.
- Пантелеймон Олександрович Куліш. 1819—1897: Київ, 1908 // Українська Муза: од початку до наших днів / під ред. О. Коваленко, 1908. — Стб. 193—214 : Київ: Друк. П. Барського [Архівовано 19 січня 2021 у Wayback Machine.]
- Маковей, Осип. Панько Олелькович Куліш: огляд його діяльності / Осип Маковей // Літературно-науковий вісник. — 1900. — Річник 3, т. 10. — С. 1—28. [Архівовано 7 серпня 2020 у Wayback Machine.]
- Маковей, Осип. Панько Олелькович Куліш: огляд його діяльності: гол. Л.-Н. Вістник, кн. IV стор. 1—28 / Осип Маковей // Літературно-науковий вісник. — 1900. — Річник 3, т. 10. — С. 76—107. [Архівовано 12 серпня 2020 у Wayback Machine.]
- Маковей, Осип. Панько Олелькович Куліш: огляд його діяльності: гл. Л.-Н. Вістник, кн. V стор. 77—107 / Осип Маковей // Літературно-науковий вісник. — 1900. — Річник 3, т. 10. — С. 169—188. [Архівовано 11 серпня 2020 у Wayback Machine.]
- Маковей, Осип. Панько Олелькович Куліш: огляд його діяльності: до ст. 1898, III, 136—137 / Осип Маковей // Літературно-науковий вісник. — 1900. — Річник 3, т. 12. — С. 30—43. [Архівовано 9 серпня 2020 у Wayback Machine.]
- Маковей, Осип. Панько Олелькович Куліш: огляд його діяльності: гл. Л. Н. Вістник, кн. Х. стор. 30—43 / Осип Маковей // Літературно-науковий вісник. — 1900. — Річник 3, т. 12. — С. 92—169. [Архівовано 20 вересня 2020 у Wayback Machine.]
- Маковей, Осип. Панько Олелькович Куліш: огляд його діяльності / Осип Маковей // Літературно-науковий вісник. — 1900. — Річник 3, т. 12. — С. 150—169. [Архівовано 25 вересня 2020 у Wayback Machine.]
- Поетична діяльність Куліша: Київ, 1929. // Від Куліша до Винниченка: нариси з новіт. укр. письменства / проф. М. Зеров, 1929. — С. 5—46 : Київ: Культура.
- Возняк, М. Куліш як редактор «Причепи» Левицького / М. Возняк // Записки Наукового Товариства імені Шевченка. — 1928. — Т. 148. — С. 1—54. [Архівовано 22 жовтня 2020 у Wayback Machine.]
- Донесення графа А. Ф. Орлова: про Т. Г. Шевченка, Костомарова, П. Куліша // Правда. — 1893. — Т. 16, вип. 68. — С. 85—95. [Архівовано 28 вересня 2020 у Wayback Machine.]
- Опис книги «Чорна Рада. Пантелеймон Куліш. 1857 рік»